# Fidel Arturo Schaposnik
Fidel Arturo Schaposnik (La Plata, 14 de diciembre de 1947 - La Plata, 29 de julio de 2023) fue un físico teórico argentino destacado internacionalmente en el área de la Teoría Cuántica de Campos. Además, tuvo un rol muy destacado en la lucha por la memoria, verdad y justicia de detenidos/as o desaparecidos/as durante la dictadura cívico-militar argentina ocurrida entre 1976 y 1983. Se destacó como estudiante secundario habiendo obtenido medalla de oro, como estudiante universitario obtuvo promedio diez en su carrera de grado y medalla de oro, publicó más de 200 artículos científicos, dirigió decenas de tesis doctorales y de licenciatura, entre otras cosas. Tuvo una labor destacada en la divulgación científica.

## Reseña biográfica
Fidel A. Schaposnik fue el hijo menor del matrimonio formado por la profesora de literatura Victorina G. S. Scoccia y el médico especialista en semiología Fidel Schaposnik, quien fuese decano de la Facultad de Medicina de la Universidad Nacional de La Plata.
Fidel A. Schaponsik realizó sus estudios primarios en la Escuela Graduada "Joaquín V. González" de la Universidad Nacional de La Plata. Obtuvo el título de Bachiller en el Colegio Nacional "Rafael Hernández" de la misma Universidad, donde recibió la medalla de oro por su desempeño.
F. A. Schaposnik se graduó en 1970 como Licenciado en Física en la Universidad Nacional de La Plata, con promedio diez. Obtuvo su doctorado en 1973, en la misma universidad. Realizó su tesis doctoral como discípulo de Carlos Guido Bollini y Juan José Giambiagi, reconocidos físicos argentinos.
Junto a la física nuclear Patricia Massolo se trasladó a Francia, donde residió entre 1974 y 1978. Allí realizó su posdoctorado en la Ecole Normale Superieure de París, desempeñándose como investigador asociado del Centro Nacional para la Investigación Científica (CNRS) en la Universite de París. En 1978 ingresó como investigador de la Comisión de Investigaciones Científicas de la Provincia de Buenos Aires. En 1995 fue nombrado Investigador Superior y más adelante fue distinguido como Investigador Emérito. 
A lo largo de su carrera, Fidel A. Schaposnik contribuyó al desarrollo de la Teoría Cuántica de Campos, publicando alrededor de 200 artículos científicos en las más prestigiosas revistas internacionales.
Schaposnik tuvo una destacada contribución en la formación de estudiantes e investigadores, dirigiendo varias decenas de tesis doctorales y de licenciatura. Entre sus discípulos destacados se encuentran Leticia Cugliandolo, Gustavo Lozano y Enrique Moreno.
Fue creador del Centro de Física y Matemática de América del Sur (Cefimas), que funcionó en la Ciudad Autónoma de Buenos Aires entre 2005 y 2008. El Centro, inspirado en el International Center for Theoretical Physics (ICTP), de Trieste, Italia, fue inaugurado con una charla magistral del reconocido físico Juan Martín Maldacena, y durante su funcionamiento recibió más de un centenar de investigadores visitantes de Bolivia, Perú, Brasil, Uruguay, Chile, Cuba, Guatemala, Panamá y Venezuela.  En 2008 no fue renovado el convenio que permitía al Cefimas funcionar en el cuarto piso de la Sociedad Científica Argentina, hecho que -además de dificultades presupuestarias- condujo al traslado del Centro científico a Brasil.

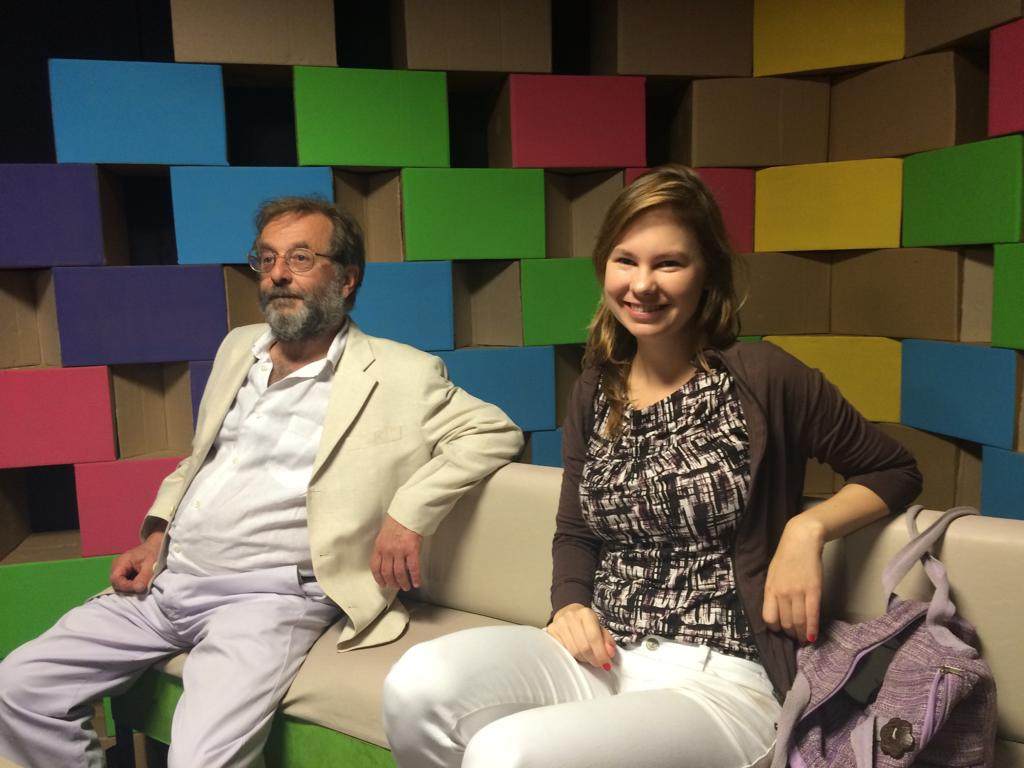
Fidel Schaposnik y su hija Laura Patricia Schaposnik Massolo. Diciembre 2018.

## Derechos humanos
Schaposnik fue una referencia en la lucha por memoria, verdad y justicia por los estudiantes y docentes del Departamento de Física de la Universidad Nacional de La Plata, que fueron detenidos desaparecidos o asesinados durante la última dictadura cívico-militar de Argentina. En 1986, junto a Patricia Massolo presentó una solicitud a la Universidad Nacional de La Plata, para homenajear a las víctimas de la dictadura cívico-militar de 1976 en la comunidad académica, en una iniciativa pionera en esta universidad.

 
En 2022 recibió el legajo de su condiscípulo Federico Lüdden, de parte del Presidente de la Nación Alberto Fernández y de las máximas autoridades del Conicet, en un acto histórico de reparación de la memoria de las víctimas de la dictadura. Al respecto, manifestó: 

"Todos hemos estado en  una estación de trenes despidiendo a una persona. Hemos sentido alejarse el tren llevándosela lejos. Luego, al recorrer el andén, de vuelta a casa, suele suceder que la persona que acaba de irse esté más presente, más totalmente presente que cuando nos abrazamos antes de que subiera al tren. Tal vez cuando nos abrazamos al despedirnos, lo hagamos por esta razón, para tomar lo que queremos guardar de quien se va.  El legajo de Federico que me han entregado me acompañará como uno de mis más caros recuerdos. Fidel A. Schaposnik, 25 de marzo de 2022."

## Divulgación
F. A. Schaposnik realizó además numerosos aportes a la divulgación de su disciplina en diversos formatos. Escribió dos libros de divulgación: Qué es la mecánica cuántica (Paidós, 2014), y De la Tierra a un agujero negro. Un viaje a los confines del cosmos (Schapos Publishing, 2021), así como numerosas notas y artículos.Fue miembro fundador de la revista argentina de divulgación científica y tecnológica "Ciencia Hoy" y miembro del primer Consejo Editorial. 

## Distinciones
- Medalla de Oro Mejor Bachiller (Best bachelor), Colegio Nacional de la Universidad Nacional de La Plata.
- Medalla de Oro Promedio 10 en la carrera, Universidad Nacional de La Plata, 1974.
- Beca John Simon Guggenheim Memorial Foundation, 1992.[18]
- Premio "Teófilo Isnardi" otorgado por la Academia de Ciencias Exactas y Naturales, Argentina, 1996.
- Investigador Emérito de la Comisión de Investigaciones Científicas de la Provincia de Buenos Aires (2018).[19]

## Trabajos científicos más citados
Lista de los 10 trabajos científicos publicados por Fidel A. Schaposnik más citados por sus colegas, ordenados de acuerdo con la cantidad de citas, que se muestra entre paréntesis. La cantidad de citas, obtenida de Google Académico el 8 de abril de 2024 puede incrementarse con el tiempo.
- (409) Classical vortex solution of the Abelian Higgs model HJ De Vega, FA Schaposnik Physical Review D 14 (4), 1100	(1976)
- (246) Quantization of gauge theories with Weyl fermions O Babelon, FA Schaposnik, CM Viallet Physics Letters B 177 (3-4), 385-388	(1986)
- (242) The fermion-boson mapping in three-dimensional quantum field theory E Fradkin, FA Schaposnik Physics Letters B 338 (2-3), 253-258 (1994)
- (241) Electrically charged vórtices in non-Abelian gauge theories with Chern-Simons term HJ De Vega, FA Schaposnik Physical review letters 56 (24), 2564	(1986)
- (228) Comment on Fujikawa's analysis applied to the Schwinger model R Roskies, F Schaposnik Physical Review D 23 (2), 558	(1981)
- (155) Chiral symmetry and functional integral S Gamboa, MA Muschietti, FA Schaposnik, JE Solomin Annals of Physics (New York) 157 (2), 360-393	(1984)
- (153) Vórtices and electrically charged vórtices in non-Abelian gauge theories HJ De Vega, FA Schaposnik Physical Review D 34 (10), 3206	(1986)
- (153) Path-integral formulation of two-dimensional gauge theories with massless fermions REG Saravi, FA Schaposnik, JE Solomin Nuclear Physics B 185 (1), 239-253	(1981)
- (130) Path-integral formulation of chiral invariant fermion models in two dimensions K Furuya, REG Saravi, FA Schaposnik Nuclear Physics B 208 (1), 159-181	(1982)
- (115) Supersymmetry and Bogomol'nyi equations in the Abelian Higgs model J Edelstein, C Nunez, F Schaposnik Physics Letters B 329 (1), 39-45 (1994)